# The Piano Has Been Drinking
The Piano Has Been Drinking war eine Kölner Band, die unter anderem Stücke von Tom Waits in kölscher Mundart interpretierte.

## Geschichte
Was 1989 als Spaß begann, entwickelte sich schnell in Köln und Umgebung zu einer Art Kultband. Gerd Köster, ehemaliger Sänger der Kölner Anarchocombo Schroeder Roadshow, nahm sich mit ein paar Mitstreitern der Songs von Tom Waits an. Er arrangierte sie neu und gab den Texten viel rheinisches Lokalkolorit. Mal derb zotig, mal witzig, aber auch schwermütig werden zum Beispiel das Flittche vum Eijelstein, Knallköpp oder Wärm Bier un köhl Wiever besungen.
Auf der ersten Platte beschreibt die Gruppe ihren Werdegang wie folgt:

„Mattes unger d'r Dusch jewäse – Schnapsidee jehatt – Tom Waits Leeder singe – Jächt jefroch – Bejeistert jewäse – Rude Jolf jeschnapp – Poll jefahre – Krach jemaat – Bernd un Rico dozojesellt – eetzte Konzert jemaat – joot jewäse – Kölsche Texte jemaat – Stadtjaade jespillt – Backes jespillt – Musikhochscholl jespillt – noch besser jewäse – Verdraach jekräje – Plaat jemaat.

P.S.: Keine Verdraach jekräje hädde – och Plaat jemaat jehatt!!!“

Ab dem zweiten Album nahm die Band auch Eigenkompositionen ins Programm. Nach drei Studioalben und zahlreichen Auftritten, unter anderem 1992 beim Konzert Kölner Musiker gegen Rassismus und Neonazis, Arsch huh, Zäng ussenander, trennte sich die Band 1993.
Gerd Köster und Frank Hocker traten bis zu Hockers Tod im Jahr 2023 immer noch zusammen auf. Dabei spielten sie vor allem neues Material, aber es gehörten auch einige Stücke von The Piano Has Been Drinking zu ihrem Repertoire.

## Diskografie
- 1990: The Piano Has Been Drinking
- 1991: Nachtgedanken
- 1992: Der Märchenprinz
- 1993: Live 1989–1993
- 2015: Rest of Köster & Hocker I und II [zwei Einzel-CDs mit Live-Stücken, u. a. auch mit acht Aufnahmen aus der Zeit 1990–1993]